# John Blair (Musiker)
John Franklin Ellington Blair (* 8. November 1943 in Toledo (Ohio); † 3. Juni 2006 in New York City) war ein US-amerikanischer Jazzgeiger und Sänger.
Blair war der Älteste von neun Kindern; seine Mutter war klassische Pianistin. Er wuchs in Kalifornien auf und begann als Kind Geige zu lernen. Nach seinem Schulabschluss mit Auszeichnung 1961 an der Lincoln High School in San Diego studierte er zwei Jahre an der Eastman School of Music, um anschließend seinen Militärdienst bei der US Air Force abzuleisten, wo er in einem Orchester spielte.
In den 1970er Jahren legte er die von Funk und Soul Jazz beeinflussten Alben Mystical Soul (A&R, 1971), mit Bob James und Southern Love (Columbia, 1976) vor; der Titel Sometimes a Man war bei den Jazz-Radiostationen populär. 1977 folgte das CTI-Album We Belong Together, an dem u. a. Hiram Bullock, Sue Evans, Steve Gadd und Ray Mantilla mitwirkten und das in den Electric Lady Studios in New York City aufgenommen wurde.
In den 1970er Jahren wirkte er außerdem an der Entwicklung eines Musikinstruments namens Vitar mit, eine akustische Kombination aus Violine und Gitarre.
Im Bereich des Jazz wirkte Blair, der Anfang Juni 2006 an Herzversagen starb, zwischen 1966 und 1977 bei elf Aufnahmesessions mit.